# Aeródromo Albatros Residencial Aéreo
El Aeródromo Albatros Residencial Aéreo (Código DGAC: ABT) o simplemente Albatros Residencial Aéreo es un pequeño aeropuerto privado operado por Albatros Residencial Aéreo S.A. de C.V. y que se ubica al sur del poblado de Tequesquitengo, Morelos. Es uno de los 3 aeródromos en la zona de la Laguna de Tequesquitengo, junto al Aeródromo de Tequesquitengo y el Aeródromo de Vista Hermosa. Cuenta con una pista de aterrizaje de 685 metros de largo y 7 metros de ancho, una plataforma de aviación de 1225 metros cuadrados (35 m x 35 m) y diversos hangares. Actualmente solo opera aviación general y es principalmente usado para la práctica de deportes extremos como paracaidismo.